# Wilhelm von Bippen (Historiker)
Wilhelm von Bippen (* 5. November 1844 in Lübeck; † 22. August 1923 in Bremen) war ein deutscher Archivar und ein bedeutender Bremer Historiker.

## Biografie
Wilhelm von Bippen war der Sohn des gleichnamigen Arztes und Schriftstellers. Nach seiner Schulzeit am Katharineum zu Lübeck, die er Ostern 1864 mit dem Abitur abschloss studierte er Jura an der Universität Bonn, wo er Mitglied der Burschenschaft Alemannia Bonn wurde, dann aber Geschichte an der Universität Göttingen. 1868 wurde er hier mit einer Dissertation über die Versus de vita Vicelini und Sido von Neumünster zum Dr. phil. promoviert. Am Hof der Grafen und Fürsten von Waldeck-Pyrmont in Arolsen war er Prinzenerzieher.
1870 wurde er als Nachfolger von Diedrich Ehmck mit der Bearbeitung des Bremisches Urkundenbuchs vom Bremer Rat beauftragt. Er schrieb eine Vielzahl von Abhandlungen zur bremischen Geschichte und zur Kulturgeschichte. 1875 wurde von Bippen Stadtarchivar mit der Stellung eines 3. Regierungssekretärs. Er stellte bis 1886 vier Bände des Bremischen Urkundenbuches fertig. 1902 folgte schließlich der Band 5. In dieser Zeit wurde das Stadtarchiv an der Tiefer in Bremen umgelagert.
Ab 1887 schrieb er an einem Werk zur Bremer Geschichte, welches in 3 Bänden von 1892 bis 1904 erschien. Von 1875 bis 1881 und 1893 bis 1912 war er Vorsitzender der Historischen Gesellschaft in Bremen. Er betreute die Herausgabe des Bremischen Jahrbuches. Zudem gab er 1912 die Bremischen Biographie des 19. Jahrhunderts heraus.
Er war zudem von 1872 bis 1874 Schriftführer der Deutschen Gesellschaft zur Rettung Schiffbrüchiger. In einer Kommission zur Erhaltung kunsthistorischer Denkmale befasste er sich u. a. mit der Baukunst bremischer Pfarr- und Ordenskirchen. Als Spätwerk gilt seine Biografie zu Bürgermeister Johann Smidt. 1894 wurde er zum Mitglied der Göttinger Akademie der Wissenschaften gewählt.
Gesundheitsbedingt schied er 1914 aus dem Archivdienst aus, übernahm aber im Ersten Weltkrieg vertretungsweise diese Aufgabe.

## Veröffentlichungen (Auswahl)
- Wilhelm Deecke ein Lebensbild. Verlag Hermann Böhlau, Weimar 1867.
- Kritische Untersuchung über die Versus de vita Vicelini und den sog. Bericht des Propst Sido von Neumünster. Lübeck: Rathgens 1868, zugl. Diss. Göttingen (Digitalisat)
- Wilhelm von Bippen: Gerhard II. (Erzbischof von Bremen). In: Allgemeine Deutsche Biographie (ADB). Band 8, Duncker & Humblot, Leipzig 1878, S. 734–736.
- Die Gründung des lübeckischen Oberappellationsgerichts. in Hansische Geschichtsblätter, 1890/91, S. 25–47.
- Der Rathskeller zu Bremen. Bremen: Schünemann 1899 (Digitalisat)
- Archivar Hermann Post. In: Bremisches Jahrbuch, Band 21, Bremen 1906.
- Smidt, Johann. In: Allgemeine Deutsche Biographie (ADB), Band 34, Duncker & Humblot, Leipzig 1892, S. 488–494.
- Geschichte der Stadt Bremen. Bremen 1892–1904 (Digitalisat).

## Ehrungen
- Die Bippenstraße in Bremen – Hemelingen, Ortsteil Sebaldsbrück, wurde 1934 nach ihm benannt.